# Professional Footballers Australia
Professional Footballers Australia Association (PFA) (deutsch: Australische Profi-Fußballer-Gewerkschaft) ist eine  Gewerkschaft im Profi-Fußball der Frauen, Männer und auch Junioren. Diese Gewerkschaft betreut ihre Mitglieder national und international und nimmt bezahlte Fußballer der australischen A-League (nach dem derzeitigen Sponsor jetzt Hyundai A-League benannt), National Youth League players und Australia’s elite amateurs auf. Die PFA verleiht jährlich eine Reihe von Auszeichnungen, die PFA Awards.

## Geschichte
Die Gründung erfolgte im April 1993 und 1994 wurde sie von der Australian Industrial Relations Commission als nationale Gewerkschaft eingetragen. Damit wurde das damalige australische Transfersystem abgeschafft und die PFA entwickelte einen vertraglichen Rahmen, Profi-Gehälter in einer dimensionierten Spannweite und einen Schutz vor Entlassungen im Profi-Fußball.
Die PFA ist seit 1994 Mitglied des größten gewerkschaftlichen Dachverband in Australien, dem Australian Council of Trade Unions, und in der übernationalen Fußball-Gewerkschaft, der Fédération Internationale des Associations de Footballeurs Professionnels (FIFPro), in deren Asia/Oceania-Division. Im Vorstand der FIFPro Asia befindet sich Brendan Schwab, der Vorstandsvorsitzende der PFA.

## Karriereplanung
Die PFA ermittelt für ihre Mitglieder eine Erfolg versprechende Karriere und geht dabei davon aus, dass die Fußball-Karriere der Profis kurzlebig, widerruflich und von häufigen Transfers gekennzeichnet ist. 2008 waren 1.109 Fußballprofis außerhalb der A-League registriert.
2007 kam es zu einer umfassenden Partnerschaft von PFA und der Football Federation Australia (FFA) in einem Memorandum of Understanding. In diesem Memorandum ist festgelegt, dass die FFA als zuständige Fußballorganisation die PFA als exklusiven Vertragspartner für im australischen Profi-Fußball anerkennt und dass sich beide Organisation gegen Rassismus, Drogen, illegalen Wetten, Korruption und Doping wenden.
Diese Erklärung wurde durch weitere Vereinbarungen ergänzt, wie der Socceroos Collective Bargaining Agreement 2006 – 2010 und der A-league Collective Bargaining Agreement 2008 - 2013, die die Gehaltsspanne der Profis in einem 5-Jahreszeitraum festschreibt.
Die Fußball-Gewerkschaft unterstützt ihre Mitglieder bei Rechtsstreitigkeiten, so kam es im Jahr 2009 zu 22 Auseinandersetzungen von Profi-Fußballern mit ihren Agenten bzw. Agenturen in 22 Fällen.
Die PFA hat ein Fortbildungsprogramm My Football Career aufgelegt, das die Fußballspieler der australischen Nationalmannschaft, der A-League, National Youth League players und Australia’s elite amateurs belegen können.

## Regeln
Die PFA hat sich nachhaltig auf Regeln in der australischen Fußballliga Einfluss genommen, so können Spieler nunmehr dagegen angehen, wenn sie ungerechtfertigt „Gelbe“ oder „Rote Karten“ erhalten., sie erfasst darüber hinaus die Verletzungen der Spieler und weist sie in Statistiken nach Vereinen aus.